# Pršovce
Pršovce (makedonska: Пршовце) är en ort i Nordmakedonien. Den ligger i kommunen Tearce, i den nordvästra delen av landet, 30 kilometer väster om huvudstaden Skopje. Pršovce ligger 549 meter över havet och antalet invånare är 1 999.